# 鈴木導
鈴木 導（すずき おさむ、1928年 - 2018年2月3日）は、日本の吹き替え、字幕翻訳家。中央大学法学部卒業。外国ドラマ吹き替え翻訳の先駆者のひとり。翻訳学校バベルの講師も務めた。

## 経歴
太平洋テレビジョンにて吹き替え翻訳をはじめる。最初に任された『モーガン警部』（原題 The Sherriff of Cochise）というテレビシリーズでは、翻訳原稿を即座にガリ版で印刷し、リハーサル、本番と徹夜の作業だったという。労働条件が悪かったため、一年後、他の翻訳者二人とともに独立し「翻訳工房」を立ち上げる。しかし、仕事が豊富にあったため、グループで仕事を分け合う必要もなかったという。
独立後の初仕事はマクドナルド・ケリー主演の弁護士もの『ロック・アップ』(原題 Lock Up)だった。
額田やえ子亡き後は、『刑事コロンボ』シリーズの翻訳も手がけている（『復讐を抱いて眠れ』『奪われた旋律』）。

## エピソード
失業して一年半ほど経ち、生活資金のために持ち株を売ろうと証券会社に行ったところ、置いてあったスポーツ新聞に「翻訳者募集」の文字を見つけ、その広告を破って持ち帰りトライヤルに応募したという。試験問題は西部劇のスクリプトが三ページほどのものであった。面接が終わると、その場で翻訳の仕事に掛かるように求められ、徹夜で作業を続けたという（「経歴」欄参照）。

## 翻訳した代表作
吹き替え
- ワンス・アポン・ア・タイム・イン・アメリカ※VHS版
- ワイルド・ギース(1980年4月6日テレビ朝日『日曜洋画劇場』)
- 弾丸を噛め(1981年11月8日テレビ朝日『日曜洋画劇場』)
- ユージュアル・サスペクツ※ソフト版
- スペース・レンジャーズ
- デッドマン・ウォーキング
- ハワーズ・エンド
- 荒野の用心棒(1971年1月10日NETテレビ『日曜洋画劇場』)
- 絞殺魔(1973年3月25日NETテレビ『日曜洋画劇場』)
- 戦闘機対戦車/砂漠の対決(1975年5月17日 NETテレビ『土曜洋画劇場』)
- 荒野の用心棒(1979年6月24日 テレビ朝日『日曜洋画劇場』)
- ワーロック(1980年3月23日 テレビ朝日『日曜洋画劇場』 )
- 殺し屋ハリー/華麗なる挑戦(1980年6月1日 テレビ朝日『日曜洋画劇場』 )
- エクスタミネーター(1981年10月17日 フジテレビ『ゴールデン洋画劇場』)
- ストリートファイター(1981年12月27日 テレビ朝日『日曜洋画劇場』 )
- 評決 (1985年11月11日TBS『月曜ロードショー』)
- 遊星からの物体X (1985年11月30日 フジテレビ『ゴールデン洋画劇場』)※思い出の復刻版および日本語吹替完全版に収録。
- ランボー/怒りの脱出(1987年10月9日 日本テレビ『金曜ロードショー』)
- ダーティハリー2 (1987年11月22日 テレビ朝日『日曜洋画劇場』)※BD収録
- ポルターガイスト2 (1988年11月26日 フジテレビ『ゴールデン洋画劇場』))
- ランボー3/怒りのアフガン(1989年10月13日 日本テレビ『金曜ロードショー』)※4Kレストア版に収録
- ランボー/怒りの脱出(1990年4月11日 TBS『水曜ロードショー』)※4Kレストア版に収録
- ランボー(1993年3月27日フジテレビ『ゴールデン洋画劇場』)※4Kレストア版に収録
- ランボー/怒りの脱出（1993年4月24日 フジテレビ『ゴールデン洋画劇場』）※4Kレストア版に収録
- 真夜中の殺人コール(1993年10月7日 テレビ東京『木曜洋画劇場』)
- ターミネーター2(1993年10月9日フジテレビ『ゴールデン洋画劇場』)※4Kレストア版に収録
- ランボー3/怒りのアフガン(1994年1月2日 テレビ朝日『日曜洋画劇場』)※BD収録
- 大空港 (1994年2月25日日本テレビ『金曜ロードショー』)
- エイセス/大空の誓い(1994年8月27日 フジテレビ『ゴールデン洋画劇場』)
- ターミネーター2 特別編(1995年4月1日フジテレビ『ゴールデン洋画劇場』)※BD収録
- バックドラフト(1995年4月8日 フジテレビ『ゴールデン洋画劇場』)
- ラスト・アクション・ヒーロー(1996年5月4日 フジテレビ『ゴールデン洋画劇場』)※吹替洋画劇場BD収録
- 陪審員(1999年5月28日日本テレビ『金曜ロードショー』)
- ペイバック(2001年4月6日 日本テレビ『金曜ロードショー』)
- ブレイド2(2003年1月16日発売のDVD)
- スターリングラード(2003年10月31日日本テレビ『金曜ロードショー』)
- ブレイド2(2005年2月24日 テレビ東京『木曜洋画劇場』)

字幕
- ドクトル・ジバゴ
- うたかたの恋